# Trzy Kopce (województwo kujawsko-pomorskie)
Trzy Kopce – osada w Polsce położona w województwie kujawsko-pomorskim, w powiecie włocławskim, w gminie Brześć Kujawski.
W latach 1975–1998 miejscowość administracyjnie należała do województwa włocławskiego.